# 國道331號 (印度)
國道331號（英語：National Highway 331，簡稱NH 331）是一條完全位於印度比哈爾邦的公路，全長60公里（37英里）並連接著該邦的恰普拉和穆罕默德普爾，而該國道途經的城鎮則包括賈拉普爾、普查里巴薩爾、派嘉馬爾普爾、巴尼亞普爾、薩哈吉特普爾、布哈格萬普爾哈特、馬達爾普爾和哈爾迪亞。

## 外部連結
- 印度國道系統地圖（页面存档备份，存于）